# جام جهانی فوتبال ساحلی
جام جهانی فوتبال ساحلی (FIFA Beach Soccer World Cup) یک رقابت دو سالانه است که توسط فیفا و با حضور تیم‌های ملی فوتبال ساحلی کشورهای جهان برگزار می‌شود.
این مسابقات در سال ۲۰۰۵ میلادی با نام مسابقات قهرمانی فوتبال ساحلی جهان راه‌اندازی شد و به صورت سالانه برگزار می‌شد اما از سال ۲۰۰۹ برگزاری این مسابقات به دو سالانه تغییر یافت. برزیل با ۶ قهرمانی پرافتخارترین تیم در این مسابقات است.

## سهمیه مناطق و قاره‌ها
| کنفدراسیون             | قاره                          | تعداد تیم |
| ---------------------- | ----------------------------- | --------- |
| یوفا                   | اروپا                         | ۴ تیم     |
| کنفدراسیون فوتبال آسیا | آسیا                          | ۳ تیم     |
| کونمبول                | آمریکای جنوبی                 | ۳ تیم     |
| کاف                    | آفریقا                        | ۲ تیم     |
| کونکاکاف               | آمریکا مرکزی، شمالی و کارائیب | ۲ تیم     |
| اُاِف‌سی                  | اقیانوسیه                     | یک تیم    |
|                        | میزبان                        | یک تیم    |
|                        | مجموع                         | ۱۶ تیم    |

## نتایج مسابقات بر پایه کشور
| تیم        | قهرمان                                      | نایب قهرمان          | سوم                  | چهارم          |
| ---------- | ------------------------------------------- | -------------------- | -------------------- | -------------- |
| برزیل      | 7 (۲۰۰۶، ۲۰۰۷، ۲۰۰۸، ۲۰۰۹، ۲۰۱۷، ۲۰۲۴،2025) | ۱ (۲۰۱۱)             | ۲ (۲۰۰۵، ۲۰۱۳)       | -              |
| روسیه      | ۳ (۲۰۱۱، ۲۰۱۳، ۲۰۲۱)                        | -                    | ۲ (۲۰۱۵، ۲۰۱۹)       | -              |
| پرتغال     | ۲ (۲۰۱۵، ٢٠١٩)                              | ۱ (۲۰۰۵)             | ۳ (۲۰۰۸، ۲۰۰۹، ۲۰۱۱) | ۱ (۲۰۰۶)       |
| فرانسه     | ۱ (۲۰۰۵)                                    | -                    | ۱ (۲۰۰۶)             | ۱ (۲۰۰۷)       |
| ایتالیا    | -                                           | ۳ (۲۰۰۸، ۲۰۱۹، ۲۰۲۴) | -                    | ۲ (۲۰۱۵، ۲۰۱۷) |
| تاهیتی     | -                                           | ۲ (۲۰۱۵، ۲۰۱۷)       | -                    | ۱ (۲۰۱۳)       |
| اروگوئه    | -                                           | ۱ (۲۰۰۶)             | ۱ (۲۰۰۷)             | ۱ (۲۰۰۹)       |
| سوئیس      | -                                           | ۱ (۲۰۰۹)             | ۱ (۲۰۲۱)             | -              |
| ژاپن       | -                                           | ۱ (۲۰۲۱)             | -                    | ۲ (۲۰۰۵، ۲۰۱۹) |
| اسپانیا    | -                                           | ۱ (۲۰۱۳)             | -                    | ۱ (۲۰۰۸)       |
| مکزیک      | -                                           | ۱ (۲۰۰۷)             | -                    | -              |
| ایران      | -                                           | -                    | ۲ (۲۰۱۷، ٢۰۲۴)       | -              |
| السالوادور | -                                           | -                    | -                    | ۱ (۲۰۱۱)       |
| سنگال      | -                                           | -                    | -                    | ۱ (۲۰۲۱)       |
| بلاروس     | -                                           | -                    | -                    | ۱ (۲۰۲۴)       |

## حضور در جام‌جهانی
| تعداد حضور | کشور                                                                               |
| ---------- | ---------------------------------------------------------------------------------- |
| ۱۸         | برزیل                                                                              |
| ١٧         | پرتغال ·                                                                           |
| ١۶         | ایتالیا · آرژانتین ·                                                               |
| ۱۵         | اروگوئه ·                                                                          |
| ۱۴         | اسپانیا                                                                            |
| ۱۳         | ایالات متحده آمریکا                                                                |
| ۱۲         | فرانسه · ژاپن                                                                      |
| ٨          | روسیه ·                                                                            |
| ۹          | ایران ·                                                                            |
| ۶          | مکزیک ·                                                                            |
| ۵          | پرو · السالوادور · جزایر سلیمان · سنگال · تاهیتی                                   |
| ۴          | آلمان · امارات متحدهٔ عربی · نیجریه · سوئیس                                         |
| ۳          | کانادا · ونزوئلا · اوکراین · عمان ·                                                |
| ۲          | بحرین · آفریقای جنوبی · تایلند · کامرون · ساحل عاج · هلند · کاستاریکا · پاراگوئه   |
| ۱          | استرالیا · بلژیک · شیلی · دانمارک · انگلستان · مالزی · لهستان · ترکیه · ماداگاسکار |